# 아라비아표범
아라비아표범(Panthera pardus nimr)은 표범의 아종으로, 아라비아 반도에 서식한다. 아프리카표범과 유전학적으로 가장 가까운 아종으로, 사막이나 수풀에 서식하지 않으며, 산지에 살면서 사슴, 토끼, 산양, 멧돼지, 영양 등을 잡아먹는 종이다. 몸길이 160~190cm로 표범의 아종 중에서 가장 몸집이 작다. 모피는 옅은 금색 내지 노란색이다. 현재는 심각한 멸종위기 아종으로, IUCN 적색 목록에 1996년 등재된 이후 지속적으로 개체 수가 감소하고 있으며, 2006년 기준으로 오로지 사우디아라비아, 이집트 시나이반도, 예멘, 오만, 이스라엘에 200마리 남짓밖에 서식하지 않는다. 요르단에서는 1987년을 끝으로 살아있는 야생 개체가 보고되지 않고 있으며, 아랍에미리트에서는 멸종했다.

## 같이 보기
- 잔지바르표범